# スコーネ線

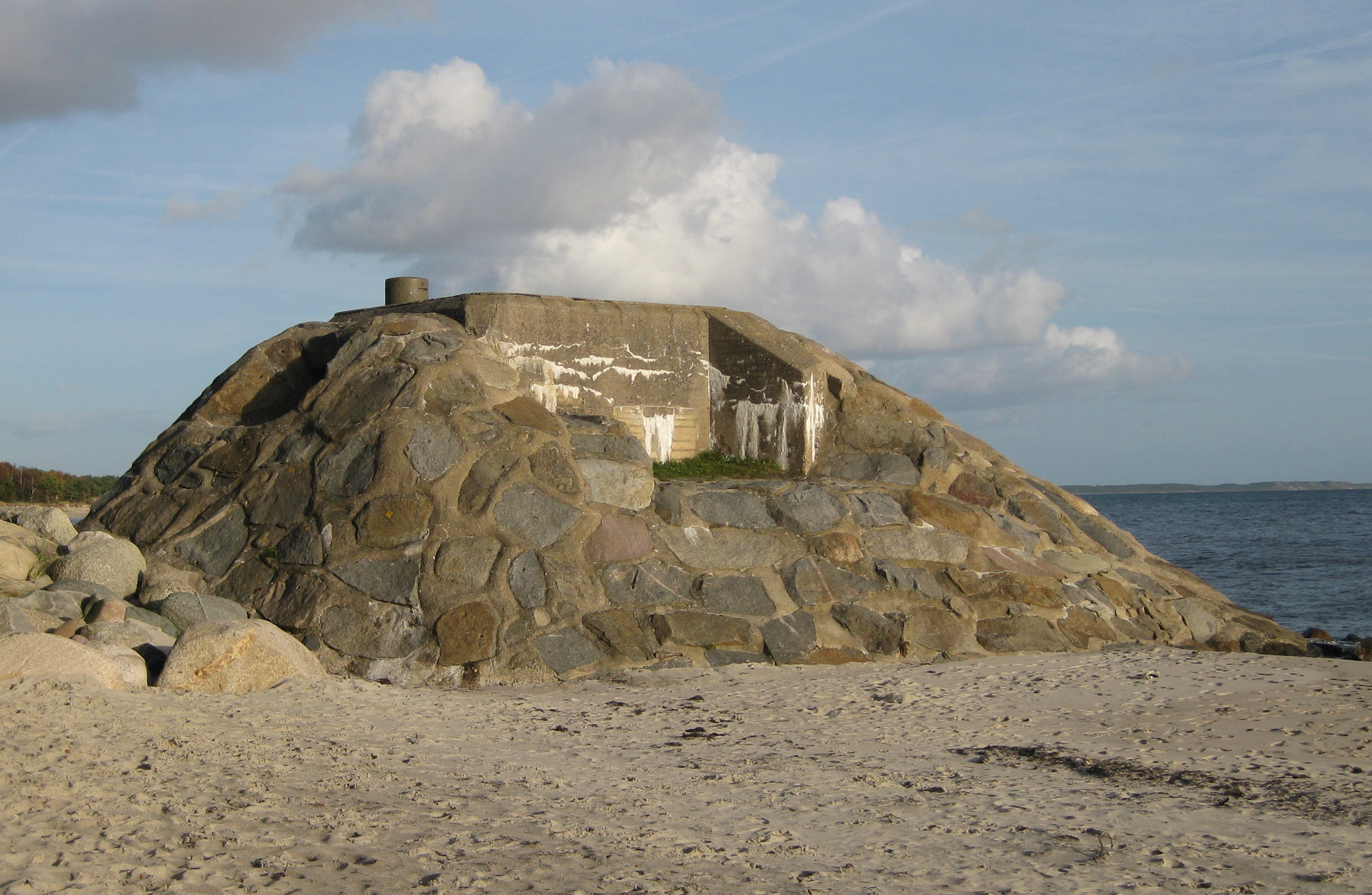
スコーネの掩体壕。

スコーネ線（スコーネせん、典: Skånelinjen）は、スウェーデン南部の州、スコーネにあるデンマークとの対岸沿いに構築された対ナチス・ドイツ及び旧ソ連防衛線である。全長500㎞にも及ぶ。スウェーデンでは建設を指示した当時の首相の名を取り『ペール・アルビン・ライン』とも呼ばれる。
防衛線上には1063体ものバンカー“掩体壕”が建築された。現在も解体には費用を要するため、その多くがコンクリート等で入り口を閉じられた状態で現存する。